# Kart Racer - Alta Velocidade
Kart Racer (bra/prt: Kart Racer - Alta Velocidade) é um filme teuto-canadense de 2003, dos gêneros ação e comédia dramática, dirigido por Stuart Gillard.